# Porto Novo (Santana)
Porto Novo é um distrito de Santana, Bahia. Situa-se à margem esquerda do rio Corrente. O distrito foi criado através da Lei estadual nº 1257, de 25 de julho de 1918.